# Lepanthes purulhaensis
Lepanthes purulhaensis är en orkidéart som beskrevs av Fredy Archila. Lepanthes purulhaensis ingår i släktet Lepanthes och familjen orkidéer.
Artens utbredningsområde är Guatemala. Inga underarter finns listade i Catalogue of Life.